# 2,3-butanodiol

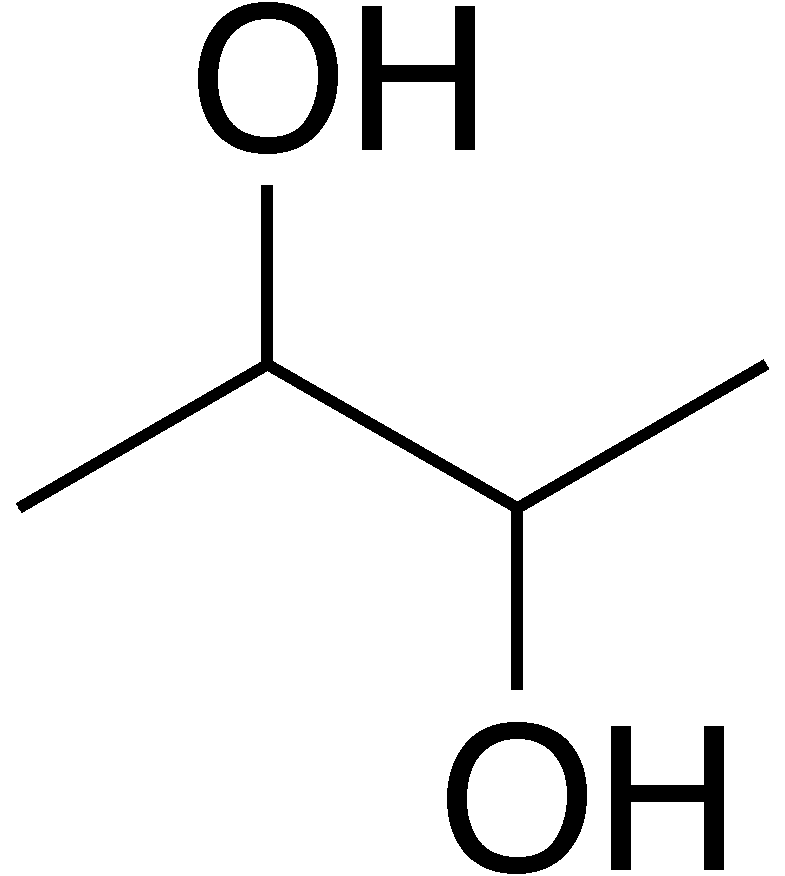
Estructura del 2,3-butanodiol.

El 2,3-butanodiol es un compuesto orgánico, y concretamente un alcohol. Su fórmula es C4H10O2. Es uno de los isómeros del butanodiol.
Se encuentra en la manteca de cacao y en las raíces de Ruta graveolens. Se emplea en la resolución de compuestos carbonílicos en la cromatografía de gases.
Las bacterias lácticas pueden producir 2,3-butanodiol como metabolismo alternativo del piruvato vía acetolactato y acetoína.